# ローズバス
ローズバスは、大阪府岸和田市で運行しているコミュニティバス。
南海本線岸和田駅を起終点として、市内の主な公共施設を結んでいる。バスの運行は南海ウイングバス本社営業所が行っている。

## 運行概況
- 運行日は月曜日から金曜日で、土休日・9月のだんじり祭試験曳日の午後・12月29日から1月3日は運休となる。
- 北ループ、南ループの2コース。両ループとも8時台から16時台まで1日6便ずつ運行する。
- 南海バスのバスロケーションシステムに対応している。
- 運転席後部に置き傘が設置されている。使用した際は次回利用時に返却することになる[3]。
- 車両は当初よりノンステップバスを使用。段差のない乗降口や昇降スロープにより、高齢者や障害者が安心して利用できるようにしていた[4]。その後日野・ポンチョ（ロング2ドア）を導入、さらに2025年3月31日より小型電気バスBYD・J6を2台導入している[5]。

## 運賃
- 運賃は先払い。現金のほかに交通系ICカード（PiTaPa、ICOCAなどの他、南海バス発行のICカード『なっち』も含む）も利用可能。
- 大人170円、子ども90円。ただし身体障害者手帳・精神障害者福祉手帳・療育手帳の交付を受けている方及び介護人、児童福祉法第12条の4・第41条至第44条に規程する諸施設により養護又は保護を受けている方及び付添人は大人90円、子ども50円。
- 岸和田駅前、下松駅前での降車時に発行されるのりつぎ券により、次便に限り乗り継ぎができる。

## 沿革
- 2000年（平成12年）6月：試験運行開始[6][7]。当初は期間を2年間としていた[4]。
- 2003年（平成15年）4月1日：一部の便を上松・星和台へ乗り入れ[8]。
- 2008年（平成20年）4月：本格運行開始。
- 2012年（平成24年）3月1日：阪和線下松駅を起終点とした新ルートの試験運行を開始（9月まで）[9]。
- 2013年（平成25年）7月1日：新ルートの再試験運行を開始（翌年3月まで）[10]。
- 2016年（平成28年）4月1日：PiTaPa、ICOCAなど10種類の交通系ICカードが利用できるようになる[11]。
- 2019年（平成31年）2月1日：リニューアルにより、以下のように変更[12]。
  - 運行ルートを北ループ、南ループに分割。
  - 運行便数を右回りコース：6便、左回りコース：6便から北ループ：8便、南ループ：8便に変更。
  - パターンダイヤを導入。
  - 土曜日の運行を取りやめ。
  - 大人運賃を100円から170円に値上げし、子ども運賃などもそれに合わせて変更。
  - 運転元の南海ウイングバス南部の一般路線で導入されている乗り継ぎ割引やバスロケーションシステムを導入。
- 2021年（令和3年）6月1日：リニューアルにより、以下のように変更[13]。
  - 両ループとも、港緑町（波切ホール）、市民病院前、市役所前、保健センター前を経由するようになった。また北ループの1,6便を除き、下松駅前にも乗り入れる。
  - その他、停留所を追加、廃止。
  - 下松駅前で両ループおよび路線バス福田線の乗り継ぎが可能となった。なお、ローズバス運行時間帯は福田線は下松駅前発着となる。
  - 下松駅前でも両ループ間の乗り継ぎ券を発行。
  - 運行便数を各コース6便に減便し、パターンダイヤを取りやめ。
  - 系統番号を導入。
- 2021年10月16日 - 2022年2月27日：新型コロナワクチン接種会場への交通手段として、ローズバスを土・日曜日、祝日も運行。ダイヤは平日と同様。
- 2022年（令和4年）4月1日：以下のように変更[14]。
  - 両ループの第4便の時刻を変更。
  - 精神障害者を割引の対象に追加。

## 現在の路線
2019年2月1日改正により、一部の停留所と港緑町（波切ホール）、市民病院前、市役所前間の移動に乗り継ぎが必要となったため、その点を改善した。
主な経由地のみ掲載。2021年6月改正で追加された経由地は太字で表記する。

### 北ループ
- 601系統：岸和田駅前→競輪場前→小松里町北（総合体育館）→市民病院前→保健センター前→港緑町（浪切ホール）→市役所前→岸和田駅前
  - 1便、6便のみ。

- 601V系統：岸和田駅前→競輪場前→小松里町北（総合体育館）→市民病院前→下松駅前→保健センター前→港緑町（浪切ホール）→市役所前→岸和田駅前

### 南ループ
- 602系統：岸和田駅前→市役所前→港緑町（浪切ホール）→和泉大宮駅前→市民病院前→下松駅前→上松台→ときわ公園前（ハローワーク）→保健センター前→岸和田駅前

## 2021年5月までの路線
2019年2月1日に北ループ、南ループに分割し、北ループを一周43分、南ループを一周48分に短縮することでパターンダイヤを導入（北ループ、南ループとも岸和田駅前毎時5分発）。一日の運行本数は各8便に増便され、桜台市民センター前をはじめとする複数の停留所が廃止された。
北ループ、南ループとも岸和田駅を起終点として、市立岸和田市民病院を経由する。北ループは春木地区や八木地区の阪和線以西など、南ループは浜地区や上松台などを巡回する。

### 北ループ
- 岸和田駅前→競輪場前→小松里町北（総合体育館）→市民病院前→保健センター前→岸和田駅前（主な経由地のみ掲載）

### 南ループ
- 岸和田駅前→市役所前→港緑町（浪切ホール）→和泉大宮駅前→下松（市民病院南）→下松駅前→上松台→ときわ公園前（ハローワーク）→岸和田駅前（主な経由地のみ掲載）

北ループ
一周43分
南ループ
一周48分

## 2019年1月までの路線
右回りコース、左回りコースとも岸和田駅を起点として、市内の主な公共施設を結んでいた。一日の運行本数は各6便で、そのうち各2便が上松・星和台ルートで運行しており、その場合は桜台市民センター前は通らない。

### 右回りコース
- 岸和田駅前 - 総合体育館前 - 桜台市民センター前 - 保健センター前 - 岸和田駅前（主な経由地のみ掲載）[16]

岸和田駅前から市役所前、競輪場前、府営吉井住宅前、総合体育館前、市民病院前、下松駅前、桜台市民センター前、保健センター前などを経由し終点の岸和田駅前に至る。基本的にコースは左回りコースの反対となっている。

### 左回りコース
- 岸和田駅前 - 保健センター前 - 桜台市民センター前 - 総合体育館前 - 岸和田駅前（主な経由地のみ掲載）[16]

岸和田駅前から保健センター前、桜台市民センター前、下松駅前、市民病院前、総合体育館前、府営吉井住宅前、競輪場前、市役所前などを経由し終点の岸和田駅前に至る。基本的にコースは右回りコースの反対となっている。
上松・星和台ルート
1日各6便のうち各2便が上松・星和台ルートを通る。